# Jack Anglin
Jack Anglin (* 13. Mai 1916; † 7. März 1963) war ein US-amerikanischer Country-Sänger, der vor allem mit seinem Freund Johnnie Wright als Johnnie and Jack bekannt wurde.

## Leben
Jack Anglin wuchs in Columbia, Tennessee auf. Von seinem Vater lernte er Gitarre spielen. Während eines Radioauftrittes lernte er dann Johnnie Wright kennen, den späteren Ehemann von Kitty Wells. Zusammen mit ihm gründete er das Duo Johnnie and Jack, mit dem er zahlreiche Hit-Singles veröffentlichte. Das Duo trat auch in der Grand Ole Opry sowie in der Louisiana Hayride auf.
Jack Anglin starb am 7. März 1963 im Alter von nur 47 Jahren bei einem Autounfall. Anglin war auf dem Weg zur Beerdigung von Patsy Cline, Cowboy Copas und Hawkshaw Hawkins.